# ساق‌زیان
ساق‌زیان (نام علمی: Stauromedusae) نام یک راسته از شاخه مرجانیان است.